# 县底镇 (容县)
县底镇，是中华人民共和国广西壮族自治区玉林市容县下辖的一个乡镇级行政单位。

## 行政区划
县底镇下辖以下地区：
冠堂村、古练村、旺黎村、复联村、古长村、县底村、靖北村、泗关村、康塘村、龙山村、新光村、竹山村、金村、平河村、荣塘村、上都村、东安村、古例村、古燕村和河儿村。